# Magdalena (Argentine)
Pour les articles homonymes, voir Magdalena.
Magdalena est une localité argentine située dans le partido homonyme, dans la province de Buenos Aires.

## Démographie
La localité compte 11 093 habitants (Indec, 2010), ce qui représente une augmentation de 19 % par rapport au recensement précédent de 2001 qui comptait 9 294 habitants.

## Sismologie
La région répond à la sous-faille du rio Paraná, et à la sous-faille du rio La Plata, avec une faible sismicité ; et sa dernière expression a eu lieu le 5 juin 1888 (134 ans), à 3 h 20 UTC-3, avec une magnitude d'environ 5 sur l'échelle de Richter (séisme de Rio de la Plata de 1888).

## Personnalités liées à la commune
- Matías Pellegrini (2000-), footballeur argentin né à Magdalena.
- Franco Zapiola (2001-), footballeur argentin né à Magdalena.